# Siuteroĸ Nanortalik
Siuteroĸ Nanortalik (nach neuer Rechtschreibung Siuteroq Nanortalik) ist ein grönländischer Fußballverein aus Nanortalik.

## Geschichte
Siuteroĸ Nanortalik wurde am 2. November 1943 gegründet und ist somit der sechstälteste Fußballverein Grönlands. Der Vereinsname bedeutet übersetzt „Schnecke“.
Der Verein ist erstmals 1959/60 als Teilnehmer an der Grönländischen Fußballmeisterschaft bezeugt, wo er das Viertelfinale erreichte. Nachdem er in den folgenden Jahren die Qualifikation verpasste, ist der Verein in den folgenden Jahren gar nicht mehr erwähnt. Erst 1990 ist wieder eine Teilnahme an der Meisterschaft bezeugt, aber Siuteroĸ schied schon in der Vorrunde aus. 1991 erreichte der Verein die Zwischenrunde und verpasste dort die Qualifikation für die Schlussrunde. 1992 konnte sich Siuteroĸ Nanortalik erstmals für die Schlussrunde qualifizieren. Dort gelang die Qualifikation für das Halbfinale, woraufhin der Verein ins Finale einziehen konnte. Dort unterlag er jedoch mit 0:12. Im Folgejahr konnte sich der Verein erneut qualifizieren und wurde Sechster. In den Jahren darauf verpasste die Mannschaft entweder die Qualifikation oder verzichtete auf eine Teilnahme. 2000 gelang ein weiteres Mal die Qualifikation, aber die Mannschaft beendete die Schlussrunde als Letzter. In den Jahren darauf verpasste sie durchgehend die Qualifikation. 2009 war die Mannschaft so wettbewerbsunfähig, dass sie in der Qualifikationsrunde in fünf Spielen 80 Gegentore erhielt, darunter ein 0:29 gegen K-33 Qaqortoq. Nachdem der Verein 2014 und 2015 auf die Teilnahme verzichtet hatte, gelang 2016 erstmals seit 2000 wieder die Qualifikation für die Schlussrunde, die der Verein auf Platz 5 beendete. Im Jahr darauf rückte Siuteroĸ für den disqualifizierten K-33 Qaqortoq in die Schlussrunde auf und wurde Vorletzter. Seit 2018 hat die Mannschaft auf eine Teilnahme verzichtet.
Die Mannschaften Siuteroq und Siuteroq U-18 spielten im Nan Cup 2021, in den Jahren 2022 und 2023 nahmen Siuteroq-43 sowie Siuteroq-43 U-18 daran teil.

## Platzierungen bei der Meisterschaft
- 1954/55: unbekannt
- 1958: unbekannt
- 1959/60: Viertelfinale
- 1963/64: nicht teilgenommen
- 1966/67: nicht qualifiziert
- 1967/68: nicht qualifiziert
- 1969: nicht qualifiziert
- 1970: unbekannt
- 1971: unbekannt
- 1972: unbekannt
- 1973: unbekannt
- 1974: unbekannt
- 1975: unbekannt
- 1976: unbekannt
- 1977: unbekannt
- 1978: unbekannt
- 1979: unbekannt
- 1980: unbekannt
- 1981: unbekannt
- 1982: unbekannt
- 1983: unbekannt
- 1984: unbekannt
- 1985: unbekannt
- 1986: unbekannt
- 1987: unbekannt
- 1988: unbekannt
- 1989: unbekannt
- 1990: nicht qualifiziert
- 1991: nicht qualifiziert
- 1992: Platz 2 (von 6)
- 1993: Platz 6 (von 8)
- 1994: unbekannt
- 1995: nicht teilgenommen
- 1996: unbekannt
- 1997: unbekannt
- 1998: unbekannt
- 1999: nicht teilgenommen
- 2000: Platz 8 (von 8)
- 2001: nicht qualifiziert
- 2002: nicht qualifiziert
- 2003: nicht qualifiziert
- 2004: unbekannt
- 2005: unbekannt
- 2006: unbekannt
- 2007: unbekannt
- 2008: unbekannt
- 2009: nicht qualifiziert
- 2010: nicht qualifiziert
- 2011: unbekannt
- 2012: nicht qualifiziert
- 2013: unbekannt
- 2014: nicht teilgenommen
- 2015: nicht teilgenommen
- 2016: Platz 5 (von 8)
- 2017: Platz 7 (von 8)
- 2018: nicht teilgenommen
- 2019: nicht teilgenommen
- 2020: nicht teilgenommen
- 2021: (nicht ausgetragen)
- 2022: unbekannt
- 2023: unbekannt